# Whitehall, Ohio
Whitehall là một thành phố thuộc quận Franklin, tiểu bang Ohio, Hoa Kỳ. Năm 2010, dân số của thành phố này là 18062 người.

## Dân số
- Dân số năm 2000: 19201 người.
- Dân số năm 2010: 18062 người.